# Upuaut

Upuaut

Nella religione egizia Upuaut (detto anche Wepwawet od Ophois), il cui nome significa "Colui che apre le strade", figlio di Iside, è il dio dal corpo di lupo della morte e della guerra, venerato in particolar modo ad Abido.
Upuaut è originario dell'Alto Egitto, come dio patrono del XIII nomo (Licopoli), ma simboleggia l'unione dell'Alto e del Basso Egitto, presenziando i rituali di unificazione reale.
Come Anubi, con il quale viene spesso identificato ed alla fine assorbito, è una divinità funeraria e uno dei più antichi dèi venerati. Il suo culto aumentò d'importanza a partire dalla I dinastia fino alla XII dinastia, per lasciare il posto ad Osiride, e scomparve del tutto dopo la XVIII dinastia.
Fu identificato con Khentamenti, l'equivalente dell'Ade greco ed è presente in alcuni miti come nocchiero della barca solare. Viene raffigurato come un uomo vestito da soldato con la testa di lupo o sciacallo, con pelliccia grigia, bianca o marrone, solitamente con mazza ed arco nelle mani. In qualità di dio guerriero, alcuni studiosi hanno ipotizzato che uno stendardo che lo raffigurava fosse portato alla testa degli eserciti in guerra e si trova raffigurato nella Tavoletta di Narmer. Un'iscrizione dal Sinai dichiara che Upuaut "apre la via" alla vittoria del re Sekhemkhet.

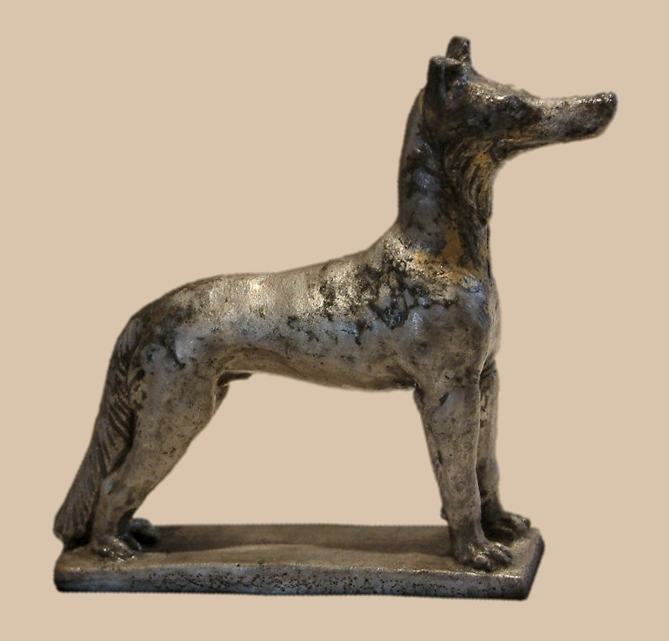
Statuetta di Upuaut, Museo del Louvre.
Stendardo con immagine del dio Upuaut, tra il 722 e il 332 a.C. Periodo tardo dell'Egitto. Museo Egizio, Torino.

## Nella cultura di massa
In Crusader Kings III, il dio Wepwawet è la divinità suprema della fede di Kordofan, equivalente alla stessa religione dell'antico Egitto.